# AIR (長崎国際テレビ)
『AIR』は、長崎国際テレビで放送されている音楽情報番組である。

## 概要
NIB（長崎国際テレビ）独自の視点でセレクトしたアーティストの情報をお届けする。
ミュージックビデオはたっぷりオンエア、コンサートの先行予約、長崎・九州のライブ情報の紹介、毎月今大注目の曲としてCatch-Up!を選定。
放送回数は、1000回を超えている。

## 放送時間
- 月曜 25:29 - 25:59